# Basotho
Basotho (narod koji govori jezikom Sotho), Sotho ili Suto je živio u južnoj Africi od 15. stoljeća. Sačinjavali su tri glavna plemena ili klana - Bakoena, Bataung i Batlokwa. Basotho su početkom 19. stoljeća stvorili nacionalnu državu (moderni Lesoto) zahvaljujući diplomatu Moshoeshoea I koji je pod svoje okrilje prikupio Sotho klanove koji su bili raštrkani širom južne Afrike u početku 19. stoljeća. Većina Basothoa danas živi u Južnoj Africi, zato što su njihovi preci tamo išli kako bi radili u rudnicima zlata. 
Basotoa ima oko 4,3 milijuna. Govore sesotho jezikom, a po vjeri su uglavnom animisti i kršćani.

## Vanjske poveznice
- Number of Sotho speakers in South Africa
- Stanovništvo Lesota

## Poveznice
- Lesoto